# Chamaesaracha villosa
Chamaesaracha villosa är en potatisväxtart som beskrevs av Per Axel Rydberg. Chamaesaracha villosa ingår i släktet Chamaesaracha och familjen potatisväxter. Inga underarter finns listade i Catalogue of Life.